# Rathaus (Bad Honnef)

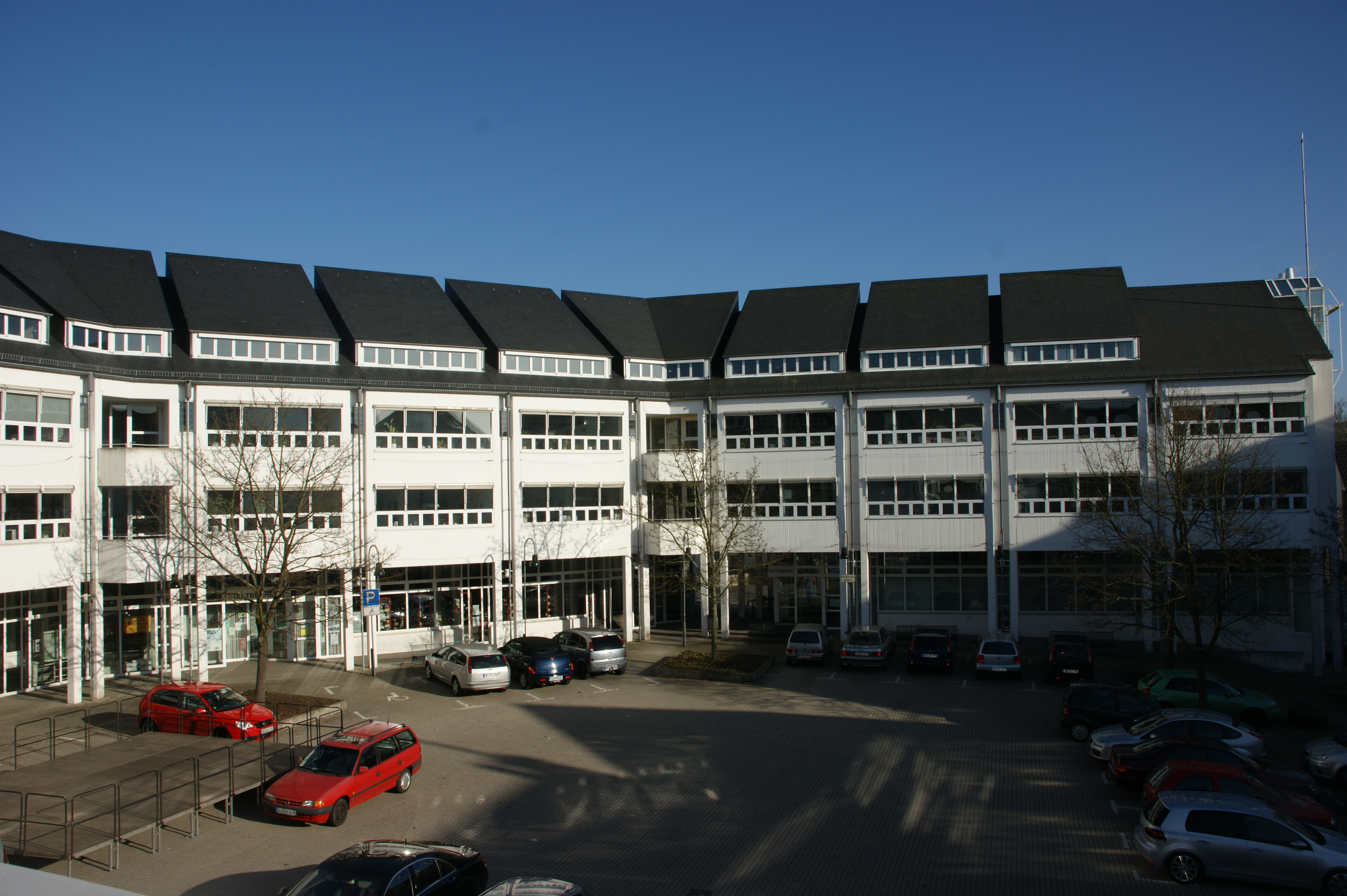
Rathaus der Stadt Bad Honnef (2011)

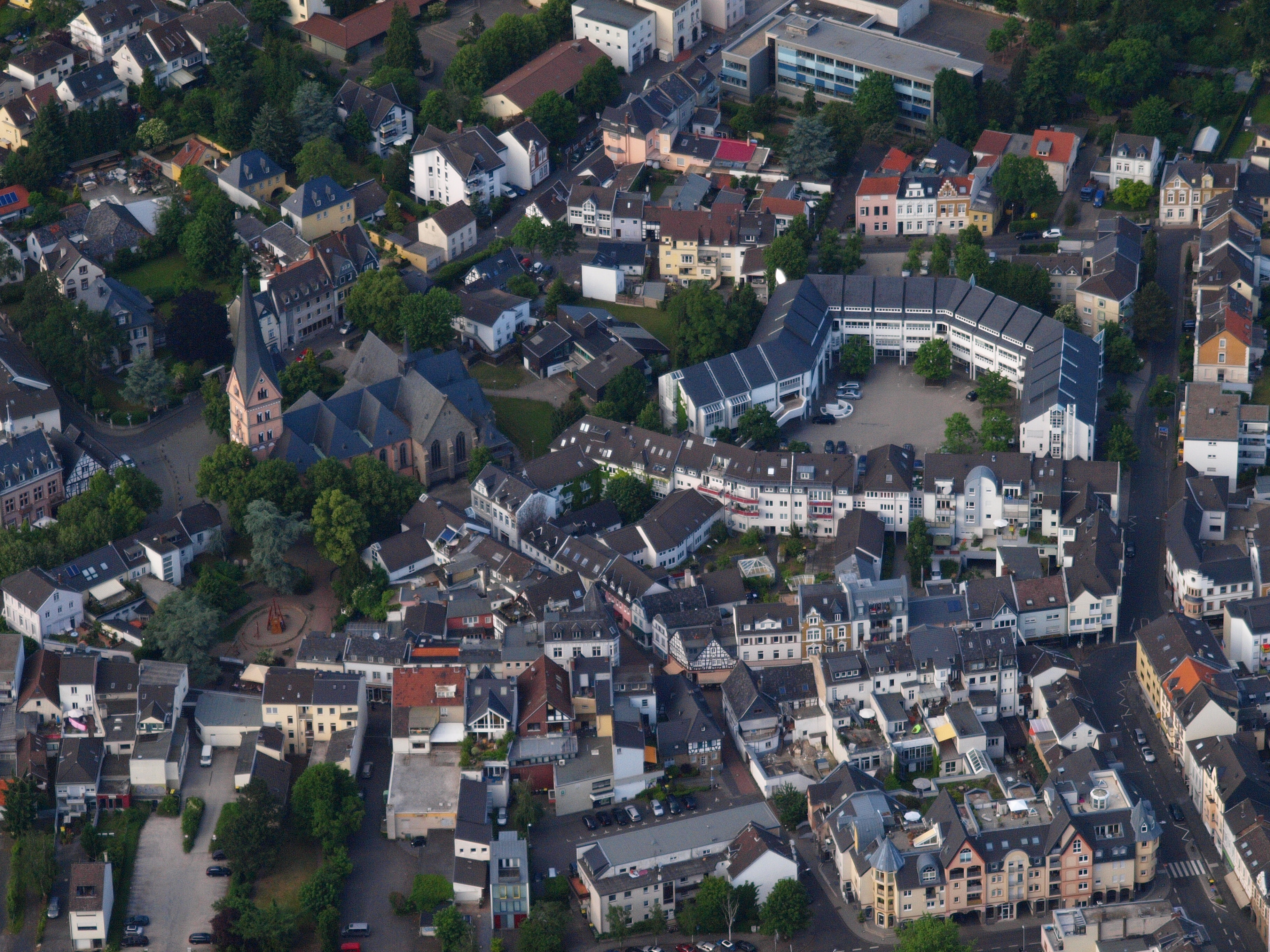
Luftaufnahme des Stadtzentrums, rechts oben das Rathaus (2012)

Das Rathaus von Bad Honnef, einer Stadt im nordrhein-westfälischen Rhein-Sieg-Kreis, wurde von 1979 bis 1983 errichtet. Es entstand nach einem Entwurf des Architekten Joachim Schürmann.

## Lage
Das Rathaus liegt im Stadtzentrum auf knapp 80 m ü. NHN südöstlich der Pfarrkirche St. Johann Baptist und bildet den östlichen Abschluss des als Parkplatz dienenden Rathausplatzes zwischen Lohmarstraße (PKW-Zufahrt) im Süden, der durch eine Passage angebundenen Hauptstraße im Südwesten und dem Kirchplatz im Nordwesten.

## Geschichte
Die Stadtverwaltung von Bad Honnef war nach einer durch das Bevölkerungswachstum und die Eingemeindung von Aegidienberg (1969) bedingten Vergrößerung Mitte der 1970er-Jahre auf fünf Dienstgebäude verteilt, darunter das heutige „Alte“ Rathaus als Sitz von Bürgermeister und Stadtrat. Im Februar 1975 beauftragte der Stadtrat daher die Verwaltung mit der Prüfung des Standorts für ein neu zu errichtendes Rathaus. Im Juli 1975 beschloss er, einen städtebaulichen Wettbewerb für das Stadtzentrum von Bad Honnef durchzuführen, an dem sechs Architekturbüros beteiligt waren. Als dessen Ergebnis empfahl der Haupt- und Finanzausschuss unter Zustimmung des Stadtrats im Januar 1976 den Bau des Rathauses in der Innenstadt auf einem bis dahin unbebauten, früher überwiegend zum Grundbesitz des Hotels Rüdesheim (Hauptstraße 67–69) gehörenden Gelände. Im Dezember 1976 erhielt die Stadtverwaltung den Auftrag, einen Architektenvertrag mit Joachim Schürmann für den Rathausbau und die dazugehörige Tiefgarage abzuschließen. Am 15. Dezember 1977 beschloss der Stadtrat endgültig, das alte Rathausgebäude aufzugeben und ein neues nach Plänen von Joachim Schürmann zu errichten, der bereits einen Entwurf vorgelegt hatte. Für die Baukosten war zunächst eine Höhe von 12,5 Millionen D-Mark festgelegt.
Im Juli 1979 begannen die Bauarbeiten. Bereits bei der am Beginn der Bauphase erstellten Tiefgarage fiel eine Kostensteigerung von etwa 100 % an. Im Februar 1981 hatten sich die voraussichtlichen Mehrkosten auf 5,8 Millionen D-Mark addiert, die auf Rohbau- und Fassadenarbeiten sowie Technik entfielen. Da sich zudem die städtische Finanzlage inzwischen aufgrund der allgemeinen wirtschaftlichen Rahmenbedingungen spürbar verschlechtert hatte, stand das gesamte Bauprojekt politisch wieder zur Debatte. Teile des Stadtrats sprachen sich für eine Aufgabe bzw. einen Verkauf des Rohbaus aus, eine Reduzierung der Ausstattungsstandards sollte zur Kosteneinsparung beitragen. Im April 1981 fiel im Stadtrat jedoch der Beschluss für eine durchgehende Baufortführung. Der Umzug der Stadtverwaltung erfolgte nach Fertigstellung des Neubaus im März 1983, die offizielle Eröffnung am 6. Mai 1983. Ende des Jahres 1983 zog auch die Stadtbücherei in das neuerrichtete Gebäude um. 1984 erhielt das Rathaus für seine Architektur eine Auszeichnung als „vorbildliches Bauwerk im Land Nordrhein-Westfalen“. 1992 wurde die Bebauung des Rathausplatzes durch ein neues Wohn- und Geschäftshaus komplettiert.
2003 entstand unter dem Ratssaal ein sogenannter „Kunstraum“, dessen Einrichtung von einem örtlichen Verein gestiftet wurde. Am 18. Juni 2011 wurde auf dem Rathausplatz eine bereits vom Architekten Schürmann beim Bau des Rathauses angedachte Brunnenanlage (Zeitenstrom) des Bildhauers Reinhard Puch eingeweiht, die an Persönlichkeiten mit einer besonderen Beziehung zur Stadt Bad Honnef erinnert. Das Rathaus nimmt etwa 120 Mitarbeiter der Stadtverwaltung auf.
2011 begannen erstmals umfangreichere Sanierungsmaßnahmen am Rathaus, deren Fortsetzung aufgrund absehbarer weiterer Kosten im niedrigen zweistelligen Millionenbereich in der Lokalpolitik derzeit einem möglichen Neubau an anderem Standort gegenübergestellt wird (Stand: September 2017).

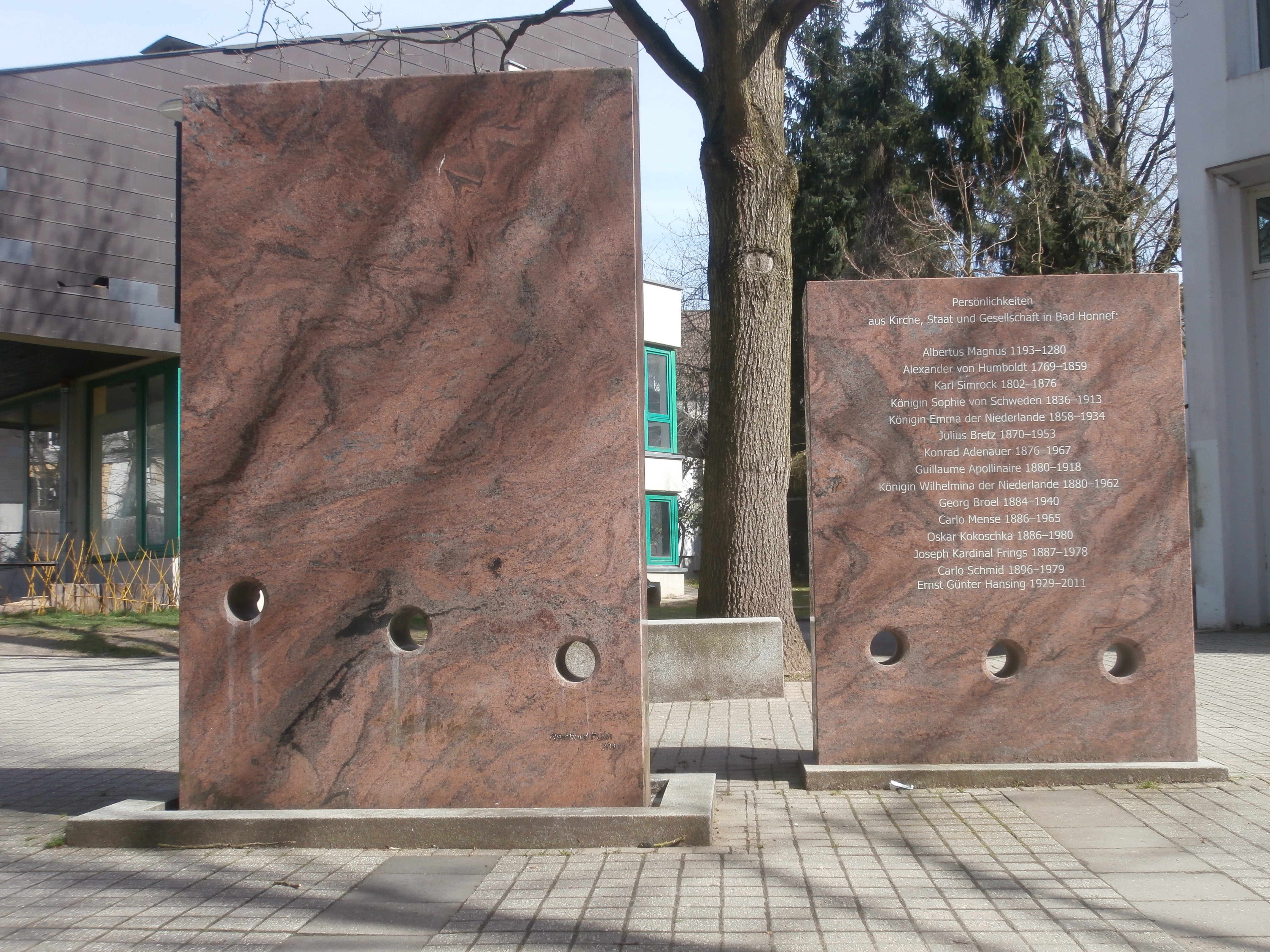
Brunnenanlage Zeitenstrom

## Architektur
Das Rathaus ist ein dreigeschossiger Betonbau, der auf polygonalem Grundriss den Rathausplatz ummantelt. Den oberen Abschluss des Gebäudes bildet ein steiles Schieferdach, das durch Gaubenbänder gegliedert wird. Das Erdgeschoss ist weitgehend verglast und wird zum Platz hin von einem Bogengang begleitet, den jochweise Pfeilerpaare unterteilen. Bedeutendster Innenraum ist der Große Sitzungssaal als Tagungsort des Stadtrats, der durch eine großzügige Raumkomposition und eine Wandskulptur des ortsansässigen Bildhauers Ernst Günter Hansing bestimmt wird.

„[N]icht nur der Saal, sondern das Rathaus insgesamt stellt (…) fast ein Optimum an Erreichbarem dar. Ohne sich mit fremden (historisierenden) Federn zu schmücken, sind Rationalismus und Regionalismus hier eine so kompromißlose und originäre Symbiose aus Stadtgestalt, Verwaltungsimage und Identifizierbarkeit eingegangen, daß man eigentlich nur wiederholen kann: ein Glücksfall.“

„Im Ratssaal des Rathauses Bad Honnef stießen Dach, letzter Binder und Giebelwand seltsam zusammen, man brachte es irgendwie zueinander und fand damit eine später als besonders gut empfundene Lösung.“

„Der deutliche Anspruch, diesen Bau zu einem Mittelpunkt für die Bürgerschaft zu machen, zu einem Bürgerhaus (…) findet seinen Anspruch auch in der Architektur des Hauses. (…) Ein offenes Gebäude, das geradezu einlädt, es zu betreten.“